# Museo archeologico di Rodi

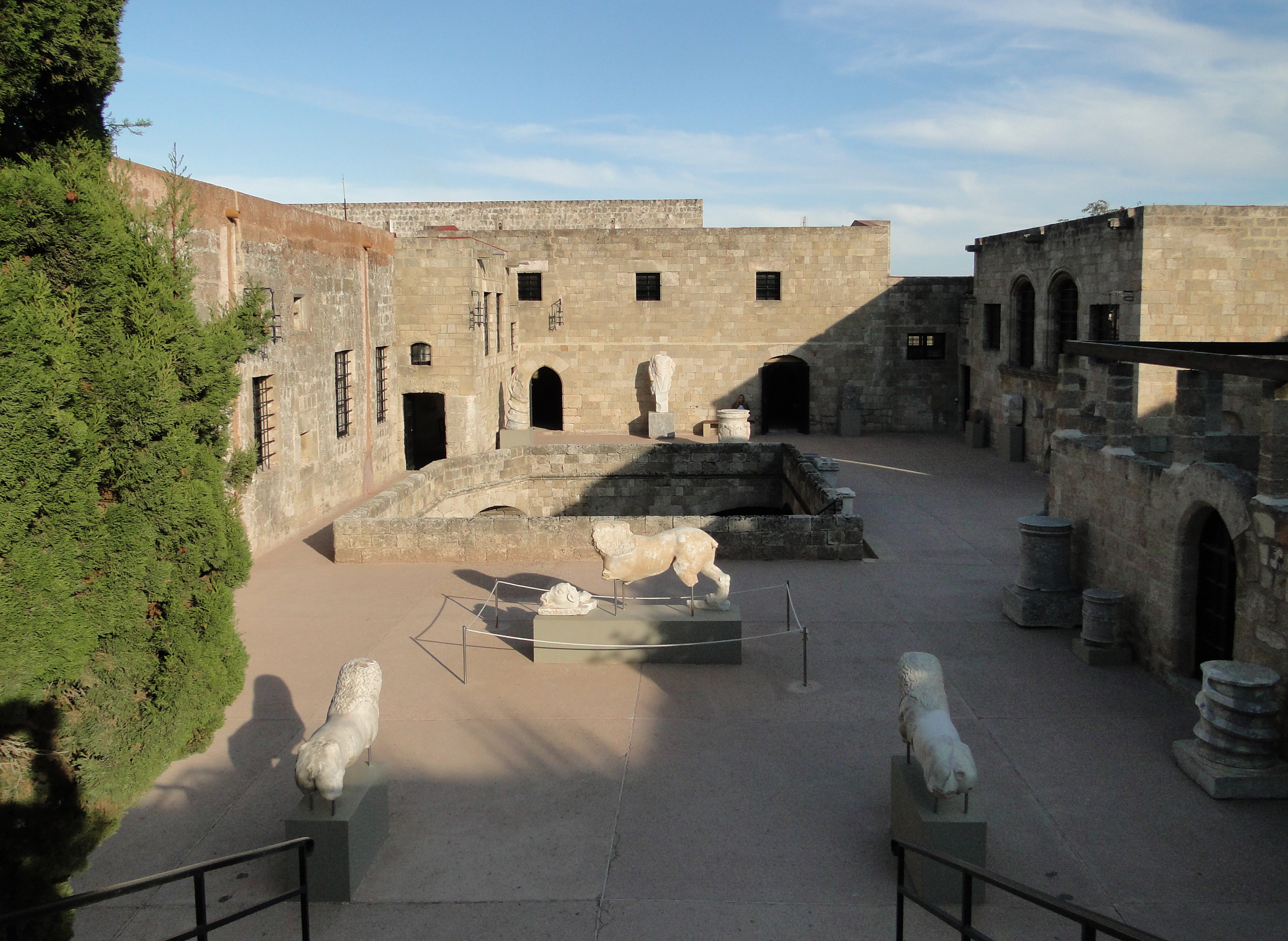
Cortile minore

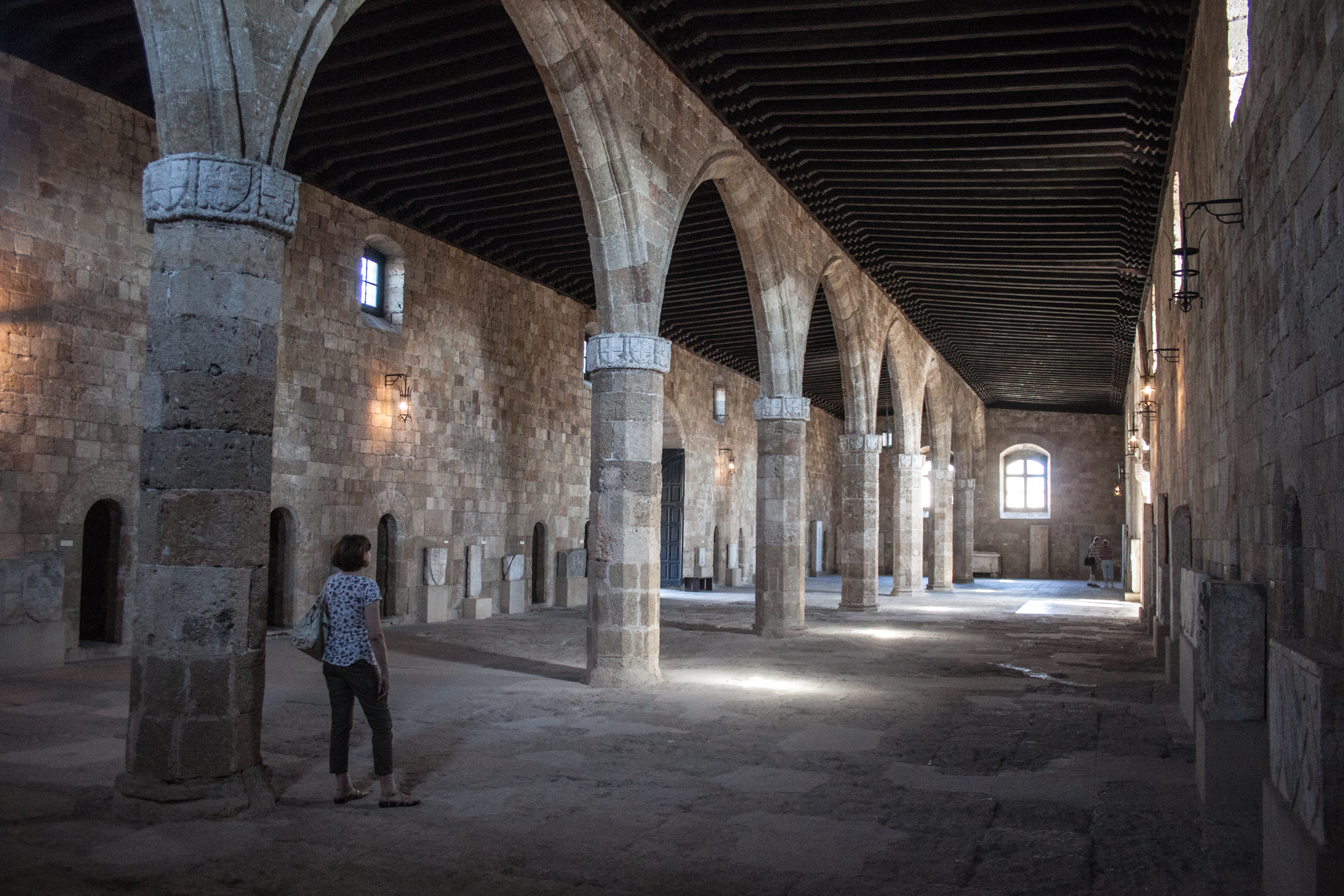
La grande sala

Il Museo archeologico di Rodi, affacciato su una piazzetta al termine della nota via dei Cavalieri di Rodi città, è il principale museo dell'isola di Rodi, contenenti reperti rinvenuti per lo più in loco e nelle isole circostanti. È ospitato nell'edificio monumentale dell'ospedale di San Giovanni dei Cavalieri di Rodi, completato nel 1440 sotto il Gran maestro Pierre d'Aubusson.

## Percorso espositivo
Dall'entrata principale sul lato est si accede nell'ampio cortile interno, circondato da un doppio loggiato su tutti i lati, sul modello dei caravanserragli bizantini. Al centro del cortile, in asse con l'ingresso, è collocata una scultura funebre leonina tardo-ellenistica, davanti a un mosaico pavimentale paleocristiano, un tempo nella basilica di Arkasa, sull'isola di Scarpanto; un altro mosaico con la stessa provenienza si trova anche nel secondo cortile minore. Sul lato sud, una scalinata monumentale porta al loggiato del piano superiore, con soffitto a travi lignee, da cui si accede alla maggior parte del percorso espositivo (sale poste sui lati nord, ovest e sud).
Il grandioso salone sul lato est (sala I) era anticamente la principale corsia ospedaliera della struttura, con grandi arcate ogivali al centro, che reggono il soffitto; qui sono esposti materiali lapidei medievali relativi ai cavalieri, come stemmi, lastre tombali e sarcofagi dei gran maestri. Una piccola cappella si apre in asse col portale di accesso, creando una nicchia che corrisponde all'avancorpo in facciata. Le sale da II a VI sono dedicate alla scultura greca, con pregevoli esempi della scuola rodia, fiorita nel tardo ellenismo, tra le più importanti espressioni del cosiddetto "barocco ellenistico". Tra questi spiccano statue di piccole/medie dimensioni di Asclepio, Igea e Afrodite, come la Venere al bagno che si tiene i capelli, variante della Afrodite accovacciata di Doidalsa (sala V). Interessante anche la testa del poeta Menandro, copia romana di un originale greco del IV secolo a.C., e la Venere Marina, versione dell'Afrodite pudica del IV secolo a.C. Nella sala III sono collocati esempi di scultura greca arcaica (tra cui due torsi di kouroi) e rilievi funebri del periodo classico ed ellenistico, tra cui la stele funebre di Krito e Timarista (madre e figlia), scolpita da un artista locale influenzato dai rilievi del Partenone.
Le sale con numeri arabi da 1 a 15 contengono oggetti per lo più ceramici, frutto degli scavi della missione italiana effettuati tra il 1912 e il 1948. In particolare le sale da 1 a 3 espongono ritrovamenti della regione di Ialiso (dal IX al IV secolo a.C.), mentre quelle dalla 9 alla 15 sono dedicate alla zona dell'acropoli dell'antica Camiro e ai ritrovamenti delle necropoli nei dintorni.
Interessante, dal punto di vista della storia della tecnologia, è il reperto proveniente da Ialiso, datato tra il VII ed il VI secolo a.C., che consiste di una serie di tre lenti di ingrandimento realizzate in cristallo di rocca e incastonate in cornici bronzee dotate di una piccola protuberanza che ne migliora la presa. Le lenti, di diverso potere diottrico, sono piano-convesse e hanno un diametro di circa 1,5 cm. Le cornici di bronzo riportano simboli che consentono l'identificazione dell'ingrandimento della lente.Si tratta probabilmente delle più antiche lenti di ingrandimento conosciute. Esse sarebbero state utilizzate per lavori di oreficeria e per l'incisione di sigilli.